# دانشگاه لورن
دانشگاه لورن (به فرانسوی: Université de Lorraine‎)، که اغلب به اختصار UL نوشته می‌شود، دانشگاهی در فرانسه است که در تاریخ ۱ ژانویه ۲۰۱۲ با ادغام دانشگاه‌های هنری پوانکاره، نانسی ۲ و پاول ورائین و انستیتوی ملی پلی تکنیک لورن (INPL) ایجاد شده‌است.
این دانشگاه به دو مرکز دانشگاهی، یکی در نانسی (علوم زیستی، مراقبت‌های بهداشتی، مدیریت، علوم کامپیوتر و مدیریت) و دیگری در متز (علوم مواد، فناوری و مدیریت) تقسیم می‌شود. دانشگاه لورن بیش از ۶۰٬۰۰۰ دانشجو دارد و ۱۰۱ مرکز تحقیقاتی معتبر سازمان یافته در ۹ حوزه تحقیقاتی و ۸ کالج دکتری را ارائه می‌دهد.

## رتبه‌بندی
حقوق
دوره کارشناسی حقوق لورن توسط Eduniversal با ۳ ستاره (۱۷/۱۷/۲۰۱۶) در رتبه ۵ فرانسه قرار دارد.